# 問田隆盛
問田 隆盛（といだ たかもり）は、戦国時代の武将。大内氏の家臣で、石見国守護代を務める。通称は十郎。子に問田安弘、問田弘胤。実弟に陶隆房(晴賢)。

## 生涯
永正16年（1519年）11月12日丑の刻に誕生。父には諸説あるが、大内政弘と大内義興の側近として仕えた問田弘胤の子である問田興之と考えられている。
大内義隆に仕えて石見国守護代を務めたが、石見国は吉見氏や益田氏など国人の支配が強かったため、守護代としての力はさほどではなかったとされる。
天文3年（1534年）5月13日、豊後国薄野浦における大友氏との戦いにおいて矢傷を受ける。
天文20年（1551年）に陶隆房（後の晴賢）が大寧寺の変を起こした際には、隆房に協力して大内義隆を自害に追い込み、後を継いだ大内義長に仕えた。
天文21年（1552年）に英胤名義で文書を発給している。
天文24年（1555年）10月の厳島の戦いにも晴賢に従い参戦したが敗戦し晴賢が自害すると、奇跡的に脱出を遂げたとされている。しかし、弘治3年（1557年）、毛利元就の防長経略において杉重輔の攻撃により、晴賢の子である甥・陶長房と共に周防国富田において自害に追い込まれた。享年39。